# مقياس LCR

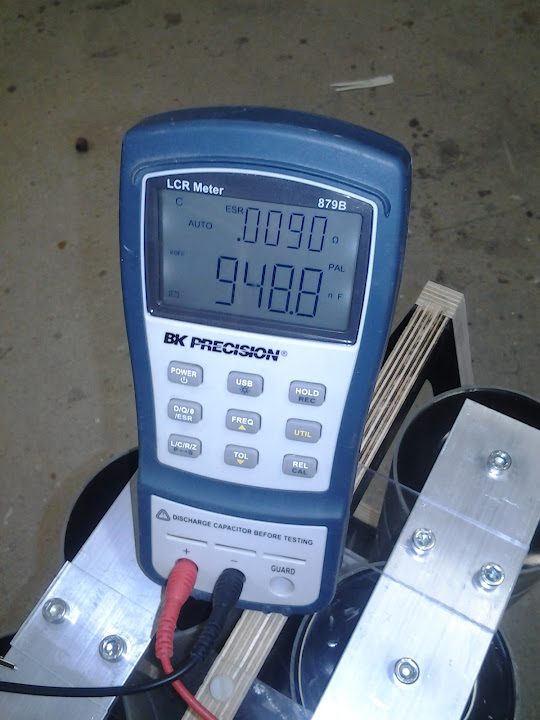
جهاز قياس LCR المحمول

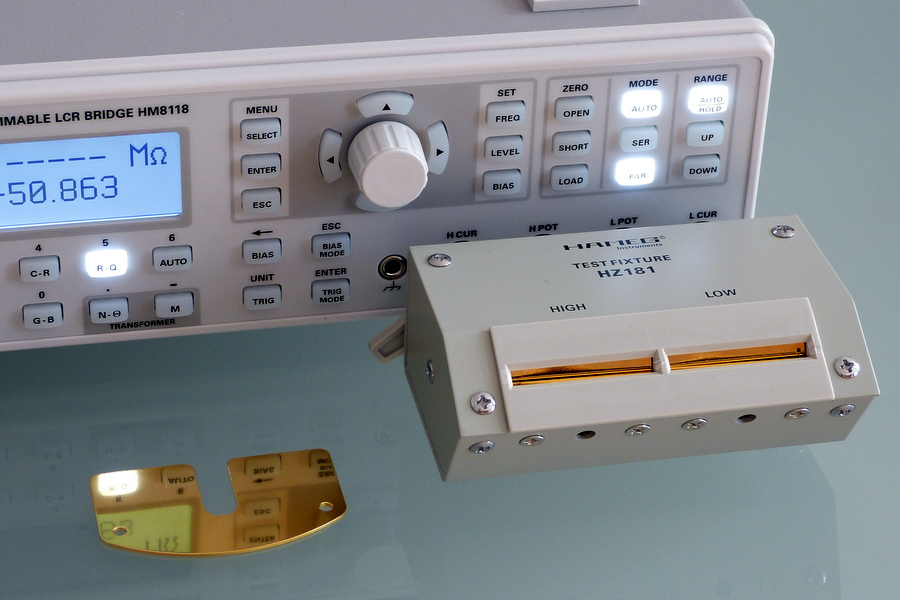
جهاز قياس LCR على طاولة العمل مع تركيبات ذات 4 أسلاك (استشعار كلفن)

مقياس LCR هو نوع من معدات الاختبار الإلكترونية المستخدمة لقياس كل من خاصية المحاثة (L) والسعة (C) والمقاومة (R) للمكون الإلكتروني. حيث أنه في الإصدارات الأكثر بساطة لهذا الجهاز، تم قياس الممانعة داخليًا وتحويلها للعرض على قيمة السعة أو المحاثة المقابلة.و يجب أن تكون القراءات دقيقة بشكل معقول إذا لم يكن المكثف أو المحث الذي يتم اختباره يحتوي على مكون مقاوم كبير للمقاومة. أما التصميمات الأكثر تقدمًا فتستطيع قياس المحاثة الحقيقية أو السعة، بالإضافة إلى المقاومة المتسلسلة المكافئة للمكثفات وعامل الجودة للمكونات الحثية.

## العملية
عادة ما يتم تعريض الجهاز قيد الاختبار (DUT) لمصدر جهد تيار متردد. يقوم المقياس بقياس الجهد عبر التيار ثم عبر جهاز DUT. ومن خلال نسبة هذه القيم، يمكن له تحديد مقدار الممانعة. يتم أيضًا قياس زاوية الطور بين الجهد والتيار في الأجهزة الأكثر تقدمًا؛ وبالاشتراك مع الممانعة، يمكن حساب السعة المكافئة أو المحاثة، والمقاومة للجهاز قيد الاختبار وعرضها. يجب أن يتخذ المقياس نموذجًا متوازيًا أو متسلسلًا لهذين العنصرين. المكثف المثالي ليس له خصائص أخرى غير السعة، ولكن لا توجد مكثفات مثالية فيزيائية. فجميعها تحتوي على قدر قليل من المحاثة والمقاومة، وبعض العيوب التي تسبب عدم الكفاءة. يمكن رؤية ذلك على أنه محاثة مقاومة متصلة على التوالي مع المكثف المثالي أو بالتوازي معه. حتى المقاومات يمكن أن يكون لها محاثة خاصة إذا كانت من النوع الملفوف سلكيًا وسعة نتيجة للطريقة التي تم تصنيعها بها. الافتراض الأكثر فائدة، والذي يتم تبنيه عادة، هو أن قياسات LR تحتوي على العناصر في الدوائر المتسلسلة، كما هو الحال بالضرورة في ملف المحث، وأن قياسات CR تحتوي على العناصر بالتوازي كما هو الحال بالضرورة بين "لوحات" المكثف. أما التسرب فهو حالة خاصة في المكثفات، حيث أنه يكون بالضرورة عبر لوحات المكثف، أي على التوالي.
مقياس LCR يمكن استعماله أيضا لقياس تغير المحاثة فيما يتعلق بموضع الدوار في الآلات ذات المغناطيس الدائم. ومع ذلك، يجب توخي الحذر، حيث أن بعض هذه الأجهزة سوف تتضرر بسبب القوة الدافعة الكهربائية الناتجة عن تدوير دوار محرك ذلك المغناطيس ؛ وخاصة تلك المخصصة لقياسات المكونات الإلكترونية.
لدى أجهزة قياس LCR المحمولة ترددات اختبار قابلة للاختيار تبلغ 100 هرتز، 120 هرتز، 1 كيلوهرتز، 10 كيلوهرتز، و100 كيلوهرتز لأجهزة القياس العليا. حيث تتغير دقة العرض وقدرة نطاق القياس مع تردد الاختبار المطبق نظرًا لأن الدائرة تكون أكثر أو أقل حساسية لمكون معين كالمغو أو المكثف مع تغير تردد الاختبار.
يحتوي مقياس LCR على سطح المكتب في بعض الأحيان على ترددات اختبار قابلة للاختيار تزيد عن 100 كيلوهرتز، مع تشغيل Keysight E4982A عالي الجودة حتى 3 جيجاهرتز. وغالبا ما يتضمن خيارات لفرض جهد أو تيار مستمر على إشارة القياس المترددة. كما قد توفر أجهزة القياس ذات المستوى الأدنى إمكانية توفير هذه الفولتات أو التيارات المستمرة خارجيًا بينما يمكن للأجهزة ذات المستوى الأعلى توفيرها داخليًا. بالإضافة إلى ذلك، تسمح أجهزة قياس سطح المكتب عادةً باستخدام تركيبات خاصة كأسلاك كلفن ذات التوصيلات رباعية الأسلاك لقياس مكونات SMD أو ملفات القلب الهوائي أو المحولات.

## دوائر القنطرة

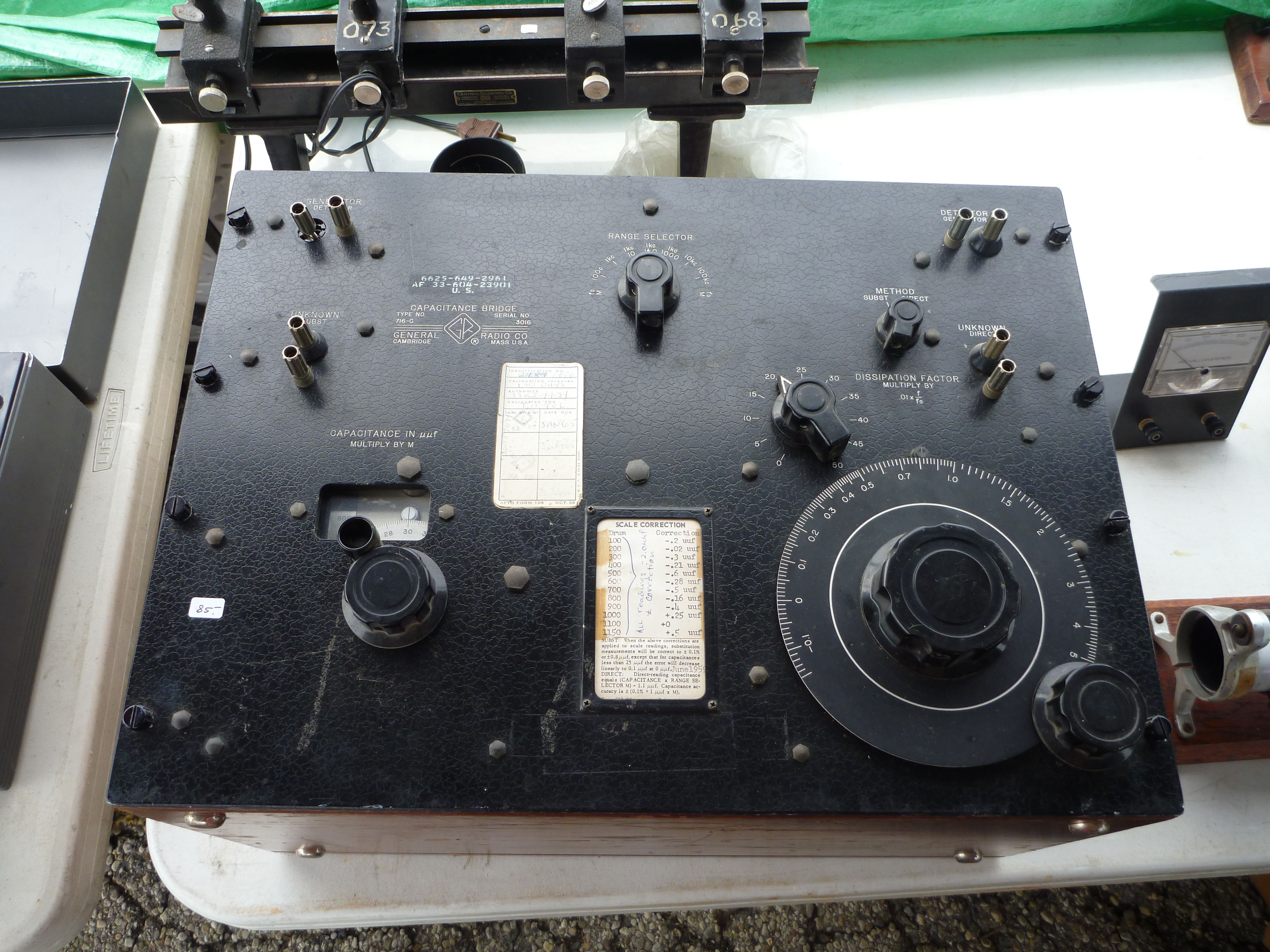
قنطرة السعة طراز 716-C من شركة General Radio. تم تصنيع هذا النموذج لأول مرة في أوائل الأربعينيات من القرن العشرين، وظل قيد الإنتاج طوال الخمسينيات والستينيات من القرن العشرين

يمكن أيضًا قياس المحاثة والسعة والمقاومة وعامل التبديد (DF) بواسطة دوائر القنطرة المختلفة. حيث تتضمن ضبط عناصر معايرة متغيرة حتى تصبح الإشارة في الكاشف معدومة، بدلاً من قياس الممانعة الكهربائية وزاوية الطور.
استخدمت قنطرات LCR التجارية المبكرة مجموعة متنوعة من التقنيات التي تنطوي على مطابقة أو "إلغاء" إشارتين مشتقتين من مصدر واحد. أنشأت الإشارة الأولى من خلال تطبيق إشارة الاختبار على المجهول والثانية باستخدام مزيج من معايير R وC ذات القيمة المعروفة. تم جمع الإشارات من خلال جهاز الكشف الذي عادة ما يكون عبارة عن لوحة قياس مع أو حتى بدون مستوى معين من التضخيم. عندما تم ملاحظة وجود تيار صفري عن طريق تغيير قيمة المعايير والبحث عن "صفر" في عداد اللوحة، يمكن افتراض أن مقدار التيار عبر المجهول كان مساويًا لمقدار المعيار، وأن الطور كان عكس ذلك تمامًا (180 درجات متباعدة). يمكن ترتيب مجموعة المعايير المختارة لقراءة C وDF مباشرة والتي كانت القيمة الدقيقة للمجهول.
ومن الأمثلة على هذا النوع من أدوات القياس قنطرات السعة GenRad/IET Labs النموذج1620 و1621

## روابط خارجية
- "مبادئ قياس عداد LCR"، شركة HIOKI EE.
- "LCR Primer"، IET Labs Inc.، أبريل 2012.